# مولي غايلز
مولي غايلز (بالإنجليزية: Molly Giles)‏ (1942)؛ كاتِبة وروائية أمريكية.